# Perkal
Perkal ist ein leichter, in Leinwandbindung gewebter Baumwollstoff. 
Es handelt sich um eine besonders feinfädige und dicht gewebte Ware. Aufgrund seiner Eigenschaften eignet sich Perkal gut als Basis für zartfarbige Druckdessins mit feiner Zeichnung. Im Textil- und Modelexikon von Alfons Hofer wird Perkal als kräftiger, ungerauter, bedruckter Hemdenstoff im Gegensatz zu Zefir (buntgemusterter Batist) und Oxford (buntgewebt) bezeichnet. Perkal wird vorrangig im Bereich der Bettwaren eingesetzt sowie im Bekleidungsbereich als Material für Hemden und Blusen.